# Parkstadion Neustrelitz
Das Parkstadion Neustrelitz ist ein Fußballstadion mit Leichtathletikanlage in der ehemaligen Residenzstadt Neustrelitz, Mecklenburg-Vorpommern. Zur Zeit der DDR trug es den Namen Stadion der Deutsch-Sowjetischen Freundschaft. Es ist Heimspielstätte des Fußballclubs TSG Neustrelitz und in einem städtischen Waldstück südlich des Stadtkerns gelegen. In nächster Nähe befinden sich das Rudolf-Harbig-Stadion, mehrere Tennisplätze und ein Schießstand.

## Ausbau und Geschichte
In der Saison 1997/98 wurde das Stadion umfangreich saniert. Seit Mitte der 2000er-Jahre wurde die Anlage in mehreren Ausbauschritten erweitert und bietet Platz für 7000 Zuschauende, darunter 700 auf Sitzplätzen. Das Parkstadion verfügt über eine Tribüne an der Westseite, in die der Funktionstrakt, die Geschäftsstelle der TSG Neustrelitz und der V.I.P.-Bereich integriert sind. Durch Fördermittel wurden 2014 Flutlichter errichtet und 2016/17 die Ränge ausgebaut, sodass es nunmehr einen separaten Gästeblock in der Nordkurve und an der Ostseite eine Gegengerade gibt.
In den Jahren 2013, von 2016 bis 2019 und 2022 wurde im Parkstadion das Endspiel um den Mecklenburg-Vorpommern-Pokal ausgetragen. Die TSG Neustrelitz spielte hier als Regionalliga-Meister 2014 außerdem das Hinspiel der Relegation um den Aufstieg in die 3. Liga gegen die 2. Mannschaft des 1. FSV Mainz 05. Ebenso wurden die DFB-Pokalspiele gegen den Karlsruher SC (2007 & 2022), 1860 München (2008) und den SC Freiburg (2013) im Parkstadion ausgetragen.
Derzeit spielt die TSG Neustrelitz in der fünftklassigen Oberliga Nordost-Nord. Weiterhin wird das Stadion auch für Leichtathletik-Wettkämpfe genutzt.
2016 fand die 26. Fanfaronade im Parkstadion statt, organisiert vom Märkischen Turnerbund Brandenburg und dem Fanfarenzug der Freiwilligen Feuerwehr Neustrelitz.

## Statistik
In der Vergangenheit fanden immer wieder Fußballspiele mit überregionaler und besonderer regionaler Bedeutung im Parkstadion statt. 

### DDR-Oberliga
| Jahr | Heim          | Gast         | Ergebnis  | Zuschauer |
| ---- | ------------- | ------------ | --------- | --------- |
| 1961 | Empor Rostock | Chemie Halle | 2:0 (0:0) | 4000      |

### FDGB-Pokal
| Jahr | Heim              | Gast                    | Ergebnis  |
| ---- | ----------------- | ----------------------- | --------- |
| 1962 | Empor Neustrelitz | BSG Veritas Wittenberge | 0:2 n. V. |
| 1963 | Empor Neustrelitz | SC Frankfurt            | 3:1 n. V. |
| 1963 | Empor Neustrelitz | SC Potsdam              | 1:0       |
| 1963 | Empor Neustrelitz | Dynamo Hohenschönhausen | 7:0       |
| 1964 | Empor Neustrelitz | SC Motor Jena           | 1:2       |
| 1965 | Empor Neustrelitz | BSG Einheit Greifswald  | 2:1       |
| 1965 | Empor Neustrelitz | BSG Motor Rudisleben    | 0:2 n. V. |
| 1967 | Empor Neustrelitz | BSG Post Neubrandenburg | 1:0       |
| 1967 | Empor Neustrelitz | ASG Vorwärts Stralsund  | 2:3       |
| 1976 | TSG Neustrelitz   | BSG Post Neubrandenburg | 2:1 n. V. |
| 1976 | TSG Neustrelitz   | ASG Vorwärts Stralsund  | 2:1       |
| 1976 | TSG Neustrelitz   | BFC Dynamo              | 0:3       |
| 1980 | TSG Neustrelitz   | BSG KKW Greifswald      | 0:1       |
| 1982 | TSG Neustrelitz   | SG Dynamo Fürstenwalde  | 1:4       |
| 1988 | TSG Neustrelitz   | ASG Vorwärts Stralsund  | 4:2 n. E. |
| 1988 | TSG Neustrelitz   | 1. FC Union Berlin      | 2:4       |

### DFB-Pokal
| Jahr | Heim            | Gast             | Ergebnis  | Zuschauer |
| ---- | --------------- | ---------------- | --------- | --------- |
| 2007 | TSG Neustrelitz | Karlsruher SC    | 0:2 n. V. | 5000      |
| 2008 | TSG Neustrelitz | TSV 1860 München | 0:2 (0:2) | 5000      |
| 2013 | TSG Neustrelitz | SC Freiburg      | 0:2 n. V. | 4479      |
| 2022 | TSG Neustrelitz | Karlsruher SC    | 0:8 (0:3) | 5000      |

### Relegation zur 3. Liga
| Jahr | Heim            | Gast               | Ergebnis  | Zuschauer |
| ---- | --------------- | ------------------ | --------- | --------- |
| 2014 | TSG Neustrelitz | 1. FSV Mainz 05 II | 0:2 (0:1) | 4119      |

### Finalspiele im Mecklenburg-Vorpommern-Pokal
| Jahr | Sieger          | Finalist                | Ergebnis             | Zuschauer |
| ---- | --------------- | ----------------------- | -------------------- | --------- |
| 2013 | TSG Neustrelitz | Hansa Rostock           | 3:0                  | 4500      |
| 2016 | Hansa Rostock   | FC Schönberg 95         | 0:0 n. V., 4:3 i. E. | 3418      |
| 2017 | Hansa Rostock   | MSV Pampow              | 3:1                  | 2708      |
| 2018 | Hansa Rostock   | FC Mecklenburg Schwerin | 2:1                  | 3300      |
| 2019 | Hansa Rostock   | Torgelower FC Greif     | 4:1                  | 2565      |
| 2022 | TSG Neustrelitz | Greifswalder FC         | 1:1 n. V., 6:5 i. E. | 1832      |